# SHINGO'S RADIO SHOW
『SHINGO'S RADIO SHOW』（シンゴズ・レディオ・ショー）は、パーソナリティの橘しんごがSHINGO名義でKiss FM KOBEとBAN-BANラジオ、MUSIC BIRD for COMMUNITYで担当する各番組の共通タイトルである。

## Kiss FM KOBE
それまではFM-FUJIやFm yokohamaなどで活動してきたSHINGOがKiss-FM KOBEに初登場したのは1994年の『Kissner's Chart Attack』（土曜　17:00 - 21:00）であった。
各番組で共通する事項として「師匠と弟子」制度がある。これらの番組ではSoundcrewを務めるSHINGOを師匠、Kissnerの中でも番組に参加する職人を弟子と呼ぶ。番組の中で投稿が採用されると新弟子に認定され、連番の会員カード「DCカード」が配布され、年に一度の割合で「DC集会」が行われていた。この弟子にはターザン山下、師範として福井玲子がいた。山下も福井もSoundcrewの一人である。これらは後述するミュージックバードの番組でも採用。

### Kissner's Chart Attack
『Kiss TOP40 COUNTDOWN Kissner's Chart Attack』（キッス・トップフォーティ・カウントダウン　キスナーズ・チャート・アタック、略称：KCA）は1994年にスタート。毎週土曜の17:00 - 21:00に放送。
メインとしては『BANANAFISH DAY〜Kiss World Hot Score』（バナナフィッシュ・デイ キッス・ワールド・ホットスコア、Soundcrewは黒田アーサーと加藤美樹）の後を継いだカウントダウン番組なのだが、SHINGOが引き継いだ当番組からは以下に上げるようなKissner参加コーナーが増量し、バラエティ番組としての要素も強くなった。
番組ではお題ならぬ宿題が出され、それに対し面白いと思わせたネタを送ってきたKissnerが審査され弟子に採用されるか否かが決まった。
各コーナー
- デーシーネットワーク
- 雅度々 - 毎週三文字季語が出題され、その三文字をそれぞれ頭につけた五・七・五の川柳を作ってもらう
- KCA MUSIC DIRBY
- SHINGOにほえろ

### SHINGO's RADIO SHOW 〜N.E.T.A.〜
『SHINGO's RADIO SHOW 〜N.E.T.A.〜』（シンゴズ・レディオ・ショー〜エヌ・イー・ティー・エー〜、略称：NETA）は1998年4月にスタート。毎週土曜の17:00 - 21:00に放送。
放送時間こそ前番組のKCAを引き継いだものの、カウントダウン番組要素は『Kiss CHART GRANDPRIX』（キッス・チャート・グランプリ）へ譲り、当番組からはKissner参加コーナーに特化したバラエティ&リクエスト番組としてリニューアルした。これは阪神淡路大震災後、Kiss-FM KOBEの番組が全体的にKissnerとSoundcrewや番組スタッフとのコミュニケーション重視路線へとシフトしていったことも背景にある。
弟子採用システムも変わり、宿題が無くなった代わりにネタを番組に送り、新弟子審査委員会の心を揺すぶった投稿をしたKissnerが新弟子に採用される形となった。
各コーナー
- ちっとちゃっと『勝ち抜けなぞなぞ王座決定戦』
- 聖徳太子の耳垢
- D.C.Network
- よっ!お初さん
- 雅度々
- お頭リクエスト - NETAにおけるリクエスト手法。SHINGOがお頭（一文字）を指定。その指定された「お頭一文字」が曲名の頭に付く曲のみがリクエストできるシステム。ノージャンル。
- おがじらリクエスト - 上の、お頭リクエストが終わった後。毎週『いろはにほへと』の言葉に濁点を付けれたものだけで毎週一文字づつ、頭文字に当てはまる曲を受付していた。
- お頭っさ～ん - 毎週『いろはにほへと』の言葉から一文字づつ、頭文字が合うアーティストの曲を受付していた。

### SHINGO'S RADIO SHOW 花鳥風月
『SHINGO'S RADIO SHOW〜花鳥風月』（シンゴズ・レディオ・ショー〜かちょうふうげつ、略称：はとかつ）は2000年4月にスタート。毎週月〜木の22:00 - 24:00に放送。
NETAの要素を発展させて帯番組化させたKissner参加コーナーに特化したバラエティ&リクエスト番組。この番組の放送期間中である2001年、ギャラクシー賞パーソナリティ部門を獲得した。ギャラクシー賞を地方FM局の番組やパーソナリティが受賞することは異例であったが、NETAからとり続けてきたコミュニケーション重視路線の集大成とも言えるものである。
曜日別コーナー
- 月曜日　いいやつ・わるいやつ - 身の回りにいるいいやつわるいやつを紹介する
- 火曜日　やっちゃ駄目 - 番組独自の掟を決める
- 水曜日　寒風摩擦 - 寒い駄洒落を暖かく紹介する
- 木曜日　川柳雅飲々 - 3文字のお題で川柳を作る。KCA時代からの継続

電話参加型コーナー
愛のピッピ
- 月曜日　帰ってきたミュージックダービー/早く止めて
- 火曜日　閃き直感バトル！つくね
- 水曜日　勝ち逃げなぞなぞ王座決定戦
- 木曜日　笛吹きへ～た～のリサイタル　トレビアーン

#### 花鳥風月の終了とSHINGOのKiss離脱
2002年3月、『花鳥風月』は終了し、当該枠は『Kiss MUSIC PLANET』（キッス・ミュージック・プラネット）へ変わり、そのうちの日と曜日を担当するとともに、金曜日の深夜に2時間の『FRIDAY NIGHT CHAT CLUB』（フライデー・ナイト・チャット・クラブ）を担当するようになる。しかし翌年の2003年、Kiss-FM KOBEが全国FM放送協議会（JAPAN FM NETWORK、JFN）に加盟することを決定したことにより、これらの番組も放送終了が決定。それと同時にSHINGO自身も一旦関西エリアを離れ、再び関東へと活動をシフトする。

### SHINGO'S RADIO SHOW モ・ク・シ・チ
『SHINGO'S RADIO SHOW〜モ・ク・シ・チ』（シンゴズ・レディオ・ショー〜モ・ク・シ・チ、略称モクシチ）は2019年4月4日 - 2021年3月25日に放送。毎週木曜日の19:00 - 20:55（19:55 - Kiss Latest NEWS）に放送。
SHINGOは16年ぶりにKiss FM KOBEへと復帰。新企画とリバイバル企画を織り交ぜながら展開し、弟子制度の連番もこれまでのものを引き継いでいる。
各コーナー
- 校歌バツグン - 19時台に放送。兵庫県下の小学校の校歌を紹介。
- MUSIC DERBY - 古今東西の有名人5人を5頭の競走馬に喩え、1分間の熾烈なダービーを展開する。
- DCネットワーク
- バリ★やば - 19時台に放送。大学生がヤバいくらい旨いと思う食べ物についてリポート
- KOBE晩メシンゴ
- おしりチャン
- 怪談コーナー「こわい、こわ～い」 - 20時台に放送。番組特製のこわ～いBGMに乗せてダジャレを紹介
- JUKE BOX - 番組がセレクトした100曲からKissnerにチョイスしてもらう

## BAN-BANラジオ／MUSIC BIRD for COMMUNITY
BAN-BANラジオは兵庫県加古川市、高砂市、加古郡をサービスエリアとするコミュニティ放送局である。2年間放送された自社番組が2011年に全国ネット化され、その後MUSIC BIRDに番組制作を移管している。

### SHINGO'sバンバン雑誌ショー
『SHINGO'sバンバン雑誌ショー』（シンゴズ・バンバンざっしショー）は2009年10月4日にスタート。毎週火曜日の19:00 - 19:30に放送されたタチヨミスト雑誌拾読みラジオショー。
番組のベースは2009年3月までTBSラジオで放送された『ストリーム』の週刊誌チェックコーナー「立ち読みストリーム」に端を発する。番組終了後、SHINGOは音声ブログで同一趣旨の企画「タチヨミスト橘しんごの雑誌チェック」を行ったあとそれを移植したもの。
番組の内容としてはSHINGOがタチヨミストとなって雑誌記事をプレビュー。毎回1誌を取り上げ、注目記事を紹介しつつ、寸評を挟む。
2011年4月からはMUSIC BIRD for COMMUNITYの【コミュニティ発 全国放送ゾーン】の番組として全国へ向けて放送を開始。

### SHINGO'S RADIO SHOW Night Fever
『SHINGO'S RADIO SHOW Night Fever』（シンゴズ・レディオ・ショー〜ナイト・フィーヴァー）は2014年4月にスタート。毎週金曜日の24:00 - 25:00に放送。ミュージックバードの改編により、2024年3月29日で放送終了。
【コミュニティ発 全国放送ゾーン】で放送されてきた枠を『花*花Style』へと譲り、金曜深夜へと枠移動したうえで番組制作もミュージックバードへ移管。大都会に暮らすアラフィフの男が週末金曜夜に繰り広げるシュールロマンと銘打って生放送している。
番組の流れはKiss FM KOBEの各番組群と同じネタコーナーやリクエストコーナーで構成されている。また、Kiss FM KOBE時代の弟子制度も採用されている。
各コーナー
- 雅数多度（みやびあまたたび） - 毎週変わるお題「3文字」が其々の頭にくる五七五の川柳をリスナーから募集。
- ザ・チョイス - 古今東西の有名人5人を5頭の競走馬に喩え、1分間の熾烈なダービーを展開
- コンデキ（メッセージ紹介） - 今週の出来事の略であり、今週の出来事に関するメッセージ募集し、SHINGO師匠により弟子認定希望者か否かを決まる、必須テーマ。
- カバーソング・コレクション（月1回） - ある曲のオリジナルとカバーを聴き比べる

過去のコーナー
- フィーバーリクエスト - SHINGOが指定したテーマにそって、1人1曲エピソードを必ず添えて送る。

なお、余談だが、2014年9月からはミュージックバードの朝ワイド『Morning Community』の月・火・水も担当している（こちらは橘しんご名義）。

### グッ★モニ
『グッ★モニ』は2024年4月7日にスタート。毎週日曜日の9:00〜10:55に放送。
子育て・介護世代に送る「家族」をキーワードにした情報エンタテインメントワイド番組で、社会系・スポーツ系のニュースを掘り下げ1週間の出来事をリスナーと共に振り返りる。その他、Shingo’s Radio Showおなじみの川柳コーナーや、Xの人気投票で勝敗が決まる紅白リクエスト合戦など、日曜のリラックスタイムをお届けすると銘打って生放送している。